# Yue Xia Wang Fridén
Yue Xia Wang Fridén, född 13 november 1962 i Jiujiang, Kina, är en svensk-kinesisk bordtennisspelare. Wang Fridén vann lag-SM för damer 1998 med Norrköpings BTK, ytterligare tre brons under individuella SM samma år samt ett brons 1999. Wang Fridén har även vunnit Safir International Tournament år 1996. Hon erhåller ytterligare 26 SM-guld, ett VM-silver, två VM-brons, två EM-silver samt tre guld i Nordiska Mästerskapet i veteranklassen. Wang Fridén är känd för sina svåra serverar med skruvvariation samt fart.

## Biografi

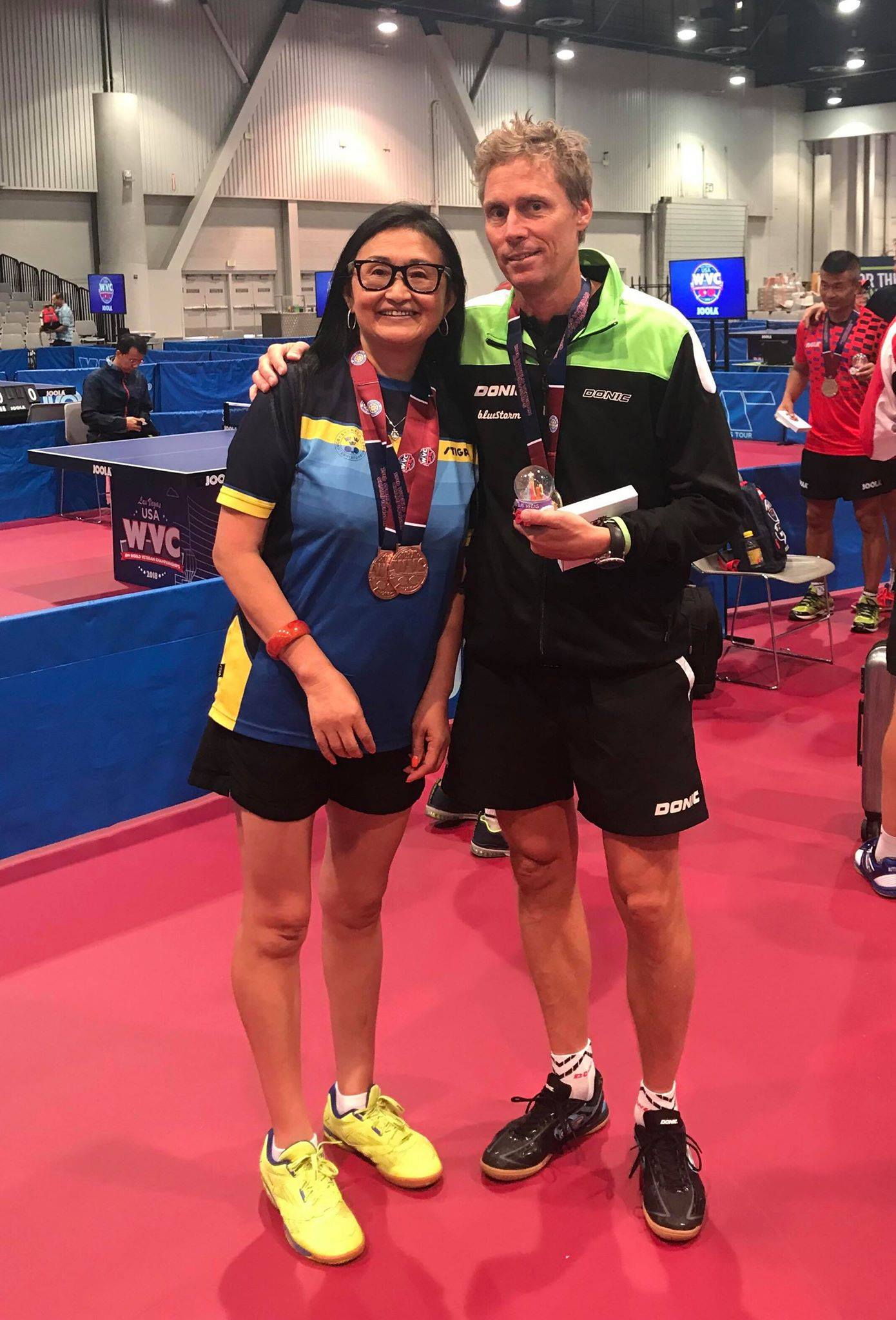
Svenska deltagare i 2018 World Veteran Table Tennis Championships i Las Vegas, USA. Yue Xia Wang Fridén vann två VM-broms i både damsingel och damdubbel. Här med Jörgen Persson som vann guld i herrsingel.

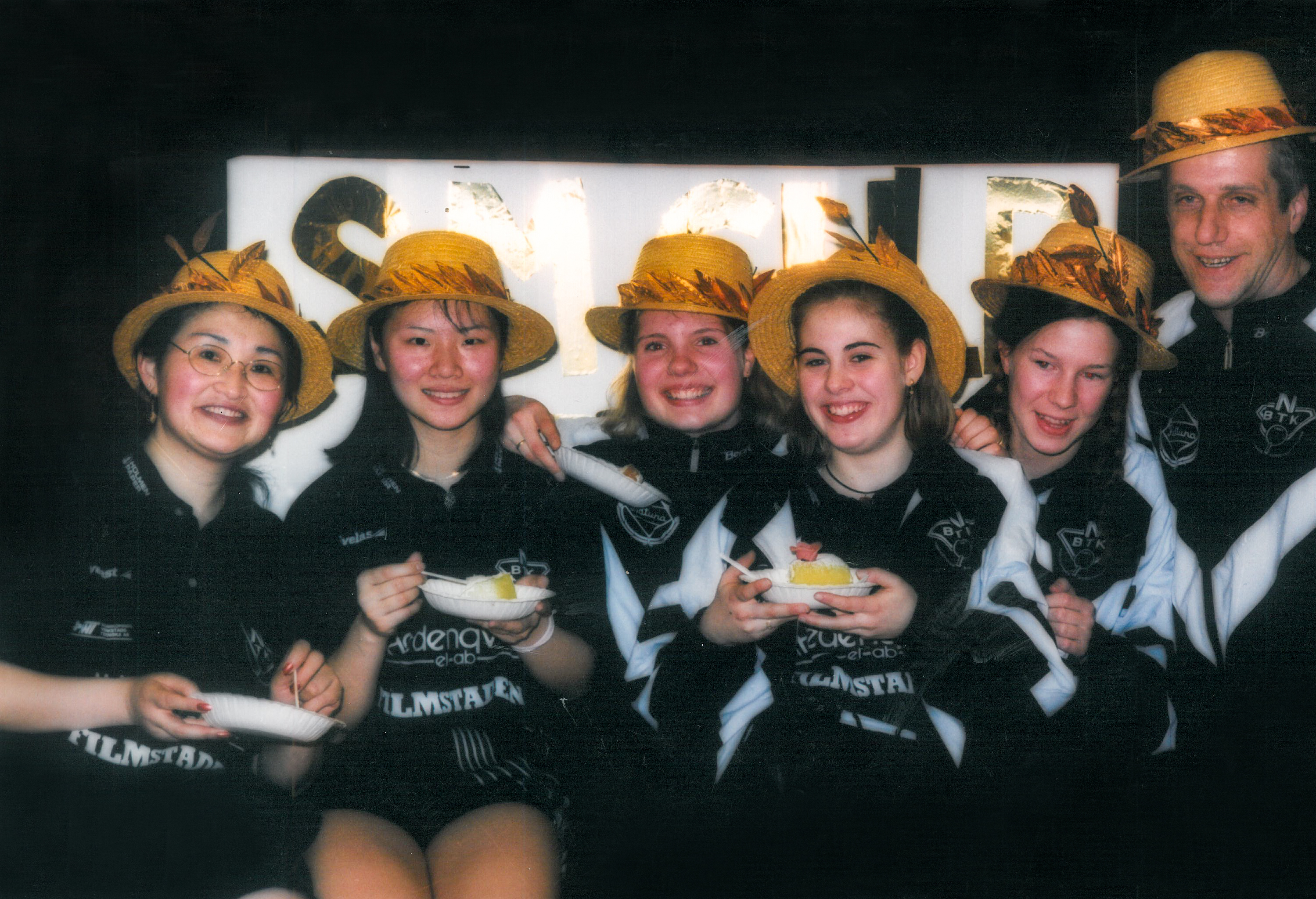
Firandet efter seger i SM år 1998. Från vänster: Yue Xia Wang Fridén, Du Shina, Anna Berglund, Linda Nordenberg samt Annika Goldhammar tillsammans med tränaren Håkan Fridén.

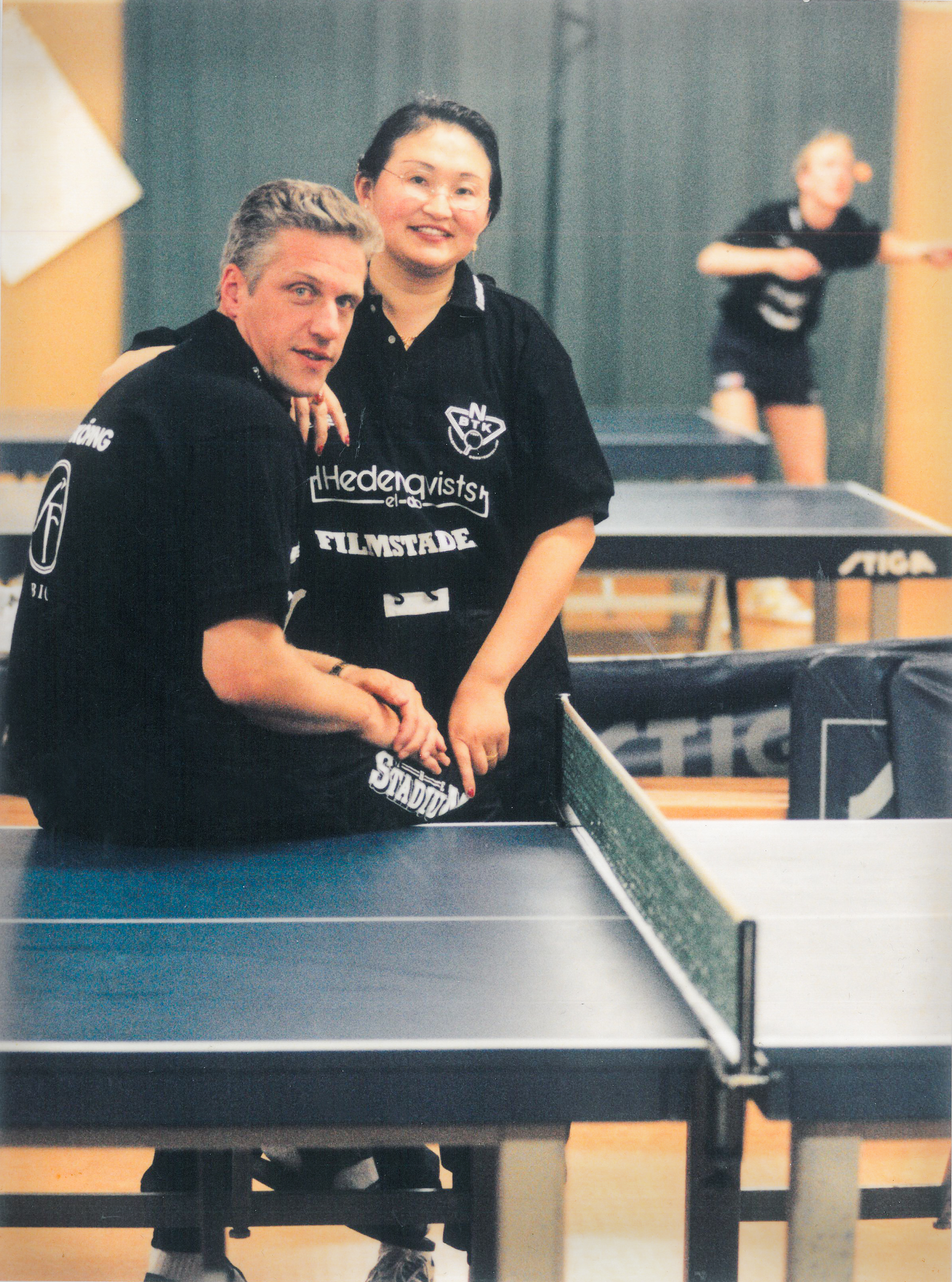
Yue Xia Wang Fridén med Håkan Fridén i slutet av 90-talet. Håkan Fridén var ordförande samt tränare för Norrköpings BTK och var en del av klubbens stora framgångar innan millennieskiftet.

Yue Xia Wang Fridén blev antagen till provinslaget 1974 som 12-åring i Jiangxi och elitsatsade 12 år innan hon blev tränare för samma förening. Under sin tid som spelare hade hon framgångar i den kinesiska ligan för damer både i singel samt dubbel, var med i träningstruppen för den kinesiska landslaget och hade Ying Xiao som tränare, som också var ledare för bland annat Liu Guoliang samt Kong Linghui. Sommaren 1991 lämnade Wang Fridén arbetet som tränare och återupptog sin roll som bordtennisspelare och flyttade till Ungern för att spela i den högsta liga för ATSK Szeged. Året därpå 1992 flyttade hon till Sverige och signerade kontrakt för Norrköpings BTK och deltog i elitserien för damer och vann SM-guld i lag 1998 samt brons i dubbel med Linda Nordenberg samma år. Utöver det var hon även tränare för samma klubb. Wang Fridén avslutade sin professionella karriär år 1999 som elitspelare men har därefter deltagit i flera nationella samt internationella turneringar i veteranklassen med stora framgångar. Idag är Wang Fridén en av spelarna i Sverige som har flest medaljer i veteranklassen kombinerat inom SM, EM och VM. Under år 2018 blev Wang Fridén utsett till Årets Veteranspelare av Svenska Bordtennisförbundets veterankommitté. Idag arbetar Wang Fridén som entreprenör samt tränare för IF Norcopensarna i Norrköping.

## Klubbtillhörighet som spelare
- 1974 - 1986 - Provinslaget i Jiangxi, Kina
- 1991 - 1992 - ATSK Szeged, Ungern
- 1992 - 1999 - Norrköpings BTK, Sverige

## Klubbtillhörighet som tränare
- 1986 - 1991 - Provinslaget i Jiangxi
- 1992 - 1999 - Norrköpings BTK
- 2000 - 2001 - Fridtuna IF
- 2002 - 2004 - BTK Möllan
- 2005 - 2010 - Ljungsbro BTK
- 2011 - idag - IF Norcopensarna

## Familj
Yue Xia Wang Fridén är bosatt i Norrköping och är gift med Håkan Fridén, föreningskonsulent för Åby IF och även ordförande samt tränare för Norrköpings BTK under 90-talet när de tillsammans vann SM år 1998. De har tillsammans sonen Linus Fridén som är svensk arkitekt samt formgivare.